# بوب جونستون (اقتصادي)
بوب جونستون (بالإنجليزية: Bob Johnston)‏ هو اقتصادي أسترالي، ولد في 19 يوليو 1924 في ملبورن في أستراليا.